# مهاجران ژاپنی
مهاجران ژاپنی (انگلیسی: Japanese diaspora) nikkeijin (日 系 人)، عبارت است از مهاجران برون‌کوچی مردمان ژاپن که از ژاپن مهاجرت کرده‌اند (و همچنین فرزندان آنها) که در یک کشور خارج از ژاپن زندگی می‌کنند. مهاجرت از ژاپن در اوایل قرن پانزدهم به فیلیپین ثبت شد اما تا دوره میجی (۱۸۶۸–۱۹۱۲) به یک پدیده توده ای تبدیل نشد، تا هنگامی که در این دوره ژاپنی‌ها به فیلیپین و به قاره آمریکا مهاجرت کردند. در دوره گسترش استعمار ژاپن (۴۵۴۵–۱۸۷۵) مهاجرت قابل توجهی به فهرست نواحی اشغال شده توسط امپراتوری ژاپن وجود داشت. با این حال، بیشتر این مهاجران پس از تسلیم ژاپن در سال ۱۹۴۵) در پایان جنگ جهانی دوم در آسیا به ژاپن بازگشتند.
طبق اعلام انجمن Nikkei و ژاپن در خارج از کشور، حدود ۳٫۸ میلیون ژاپنی نژاد در کشورهای پذیرفته شده خود زندگی می‌کنند. بزرگترین این جوامع خارجی در ایالات متحده آمریکا، کانادا ،فیلیپین، چین، برزیل و پرو هستند. فرزندان مهاجر از دوره میجی هنوز جوامع قابل شناسایی را در این کشورها حفظ می‌کنند و گروه‌های قومی جدا از مردم ژاپن در ژاپن تشکیل می‌دهند. با این وجود، بیشتر ژاپنی‌های مهاجر در خارج از ژاپن تا حد زیادی جذب همگون‌سازی فرهنگی می‌شوند.